# Druk (smok)

Druk

Smok Druk – smok, symbol Bhutanu. Znajduje się w centrum flagi Bhutanu. Jego nazwa występuje w oficjalnej nazwie kraju – Druk Yul, czyli „kraj smoka”. Władcy Bhutanu noszą tytuł druk gyalpo, czyli „król smoka Druk”. Smok Druk pojawia się również w nazwie narodowych linii lotniczych Bhutanu Druk Air.